# Mayer Amschel de Rothschild
Mayer Amschel de Rothschild (London, 29. lipnja 1818. - ?, 6. veljače 1874.), engleski poduzetnik i poltičar iz britanskog ogranka bogate bankarske obitelji Rothschild. Nazvan je prema svom djedu Mayeru Amschelu Rothschildu (1744. – 1812.), osnivaču obitelji.

## Životopis
Rodio se kao pretposljednji od sedmero djece i posljednji od četvero sinova u obitelji austrijskog baruna Nathana Mayera Rothschilda (1777. – 1836.), rođenog u Njemačkoj i naturaliziranog u Velikoj Britaniji i Hanne Barent Cohen (1783. – 1850.). Školovao se u koledžima Magdalene i Trinity u Cambridgeu, a studirao je na Sveučilištu u Leipzigu i na Sveučilištu u Heidelbergu. Odradio je pripravništvo u raznim obiteljskim bankama, ali nikada nije imao važniju ulogu u obiteljskom bankarskom poslu.
Prvi je od obitelji dao izgraditi veliku rezidenciju, Mentmore Towers u Buckinghamshireu u koju se uselio s obitelji 1885. godine. Utemeljio je farmu konja u Craftonu blizu Mentmorea i bio je član džokejskog kluba. Jedan od njegovih najuspješnijih konja bila je Hannnah s kojom je osvojio tri velika trkačka natjecanja 1871. godine.
Bavio se i politikom te je između 1859. i 1874. bio zastupnik za Hythe u britanskom parlamentu.

### Privatni život
Oženio je rođakinju Julianu Cohen dana 26. lipnja 1850. godine, s kojom je imao kćer jedinicu, Hannah Primrose (1851. – 1890.), kojoj je ostavio u nasljedstvo rezidenciju Mentmore Towers, koja je time prešla u vlasništvo obitelji grofova od Roseberyja.